# Leersia drepanothrix
Leersia drepanothrix är en gräsart som beskrevs av Otto Stapf. Leersia drepanothrix ingår i släktet vildrissläktet, och familjen gräs. Inga underarter finns listade i Catalogue of Life.